# Graceland (singolo)
Graceland è la title track dell'omonimo album del musicista statunitense Paul Simon, pubblicata nel 1986 come singolo. La sua più grande caratteristica è quella di presentare gli The Everly Brothers come cantanti accompagnatori.
Nel testo viene raccontato il viaggio che il cantante compie verso Graceland dopo il fallimento del suo matrimonio con l'attrice e autrice Carrie Fisher.

## Critica
Il brano vinse il Grammy Award per la registrazione dell'anno ed è ricordato per essere il singolo posto più in basso nelle classifiche mondiali ad aver vinto un simile premio, insieme a Robert Plant e Alison Krauss che lo guadagnarono nel 2009 con il loro pezzo Please Read the Letter (che addirittura non entrò in nessun grafico). Graceland fu oggetto di numerose cover da parte di molti musicisti come Hot Chip, Grizzly Bear, El Vez, Casiotone for the Painfully Alone, The Tallest Man on Earth e Willie Nelson la cui versione si piazzò nel 1993 al numero 70 della "Billboard Hot Country Singles & Tracks chart".
Nel 2003, venne posto nella classifica delle 500 migliori canzoni della storia dalla rivista inglese Rolling Stone, alla posizione 485. Però nella riedizione del 2010, fu eliminato a favore di Lady Marmalade delle Labelle.

## Classifiche
| Classifica (1986)               | Posizione |
| ------------------------------- | --------- |
| Australian Kent Music Report    | 62        |
| Belgian Singles Chart (Fiandre) | 35        |
| Canadian RPM Top Singles        | 70        |
| Dutch Singles Chart             | 79        |
| Irish Singles Chart             | 27        |
| New Zealand Singles Chart       | 37        |
| U.K. Singles Chart              | 98        |
| U.S. Billboard Hot 100          | 81        |